# بات فلاورز
بات فلاورز (بالإنجليزية: Pat Flowers)‏ هو مغني وعازف جاز وعازف بيانو أمريكي، ولد في 16 أكتوبر 1917 في ديترويت في الولايات المتحدة، وتوفي بنفس المكان في 6 أكتوبر 2000.

## وصلات خارجية
- بات فلاورز على موقع ميوزك برينز (الإنجليزية)
- بات فلاورز على موقع أول ميوزيك (الإنجليزية)
- بات فلاورز على موقع ديسكوغز (الإنجليزية)